# ヤング・ユニバーシティ線
ヤング・ユニバーシティ線（英語:  Line 1 Yonge–University）は、カナダトロントにあるトロント市地下鉄の路線である。フィンチ駅とヴォーン・メトロポリタン・センター駅を結んでいる。路線番号は1号線。

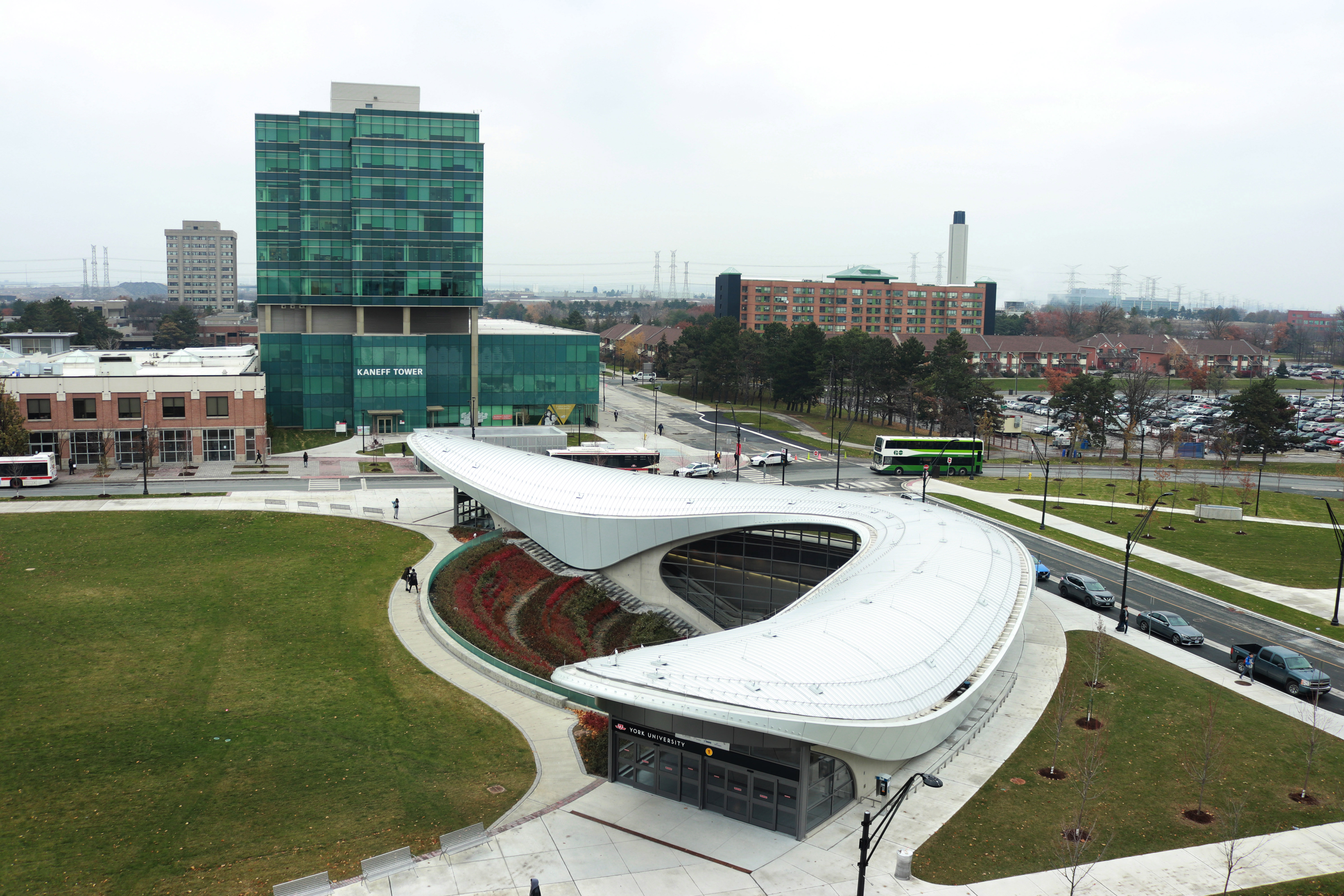
ヨーク・ユニバーシティ駅駅舎

## 概要
最初の区間はカナダ発の地下鉄路線としてヤング・ストリート沿いに建設されたことから、ヤング線の名で1954年に開通。2017年にヴォーンまでの延伸区間が開業している。西側はユニヴァーシティーアヴェニュー沿いに進み、ヤング・ユニバーシティ線となっている。

## 駅
| 一号線ヤング・ユニヴァーシティ                                                           | 一号線ヤング・ユニヴァーシティ                                 | 一号線ヤング・ユニヴァーシティ | 一号線ヤング・ユニヴァーシティ |
| 駅名                                                                                     | 接続路線                                                       | 開通年                         | 方式                           |
| ---------------------------------------------------------------------------------------- | -------------------------------------------------------------- | ------------------------------ | ------------------------------ |
| ヴォーン・メトロポリタン・センター駅 ：Vaughan Metropolitan Centre                       |                                                                | 2017年                         | 地下                           |
| ハイウェー407駅：Highway 407                                                             |                                                                | 2017年                         | 地下                           |
| パイオニア・ビレッジ駅：Pioneer Village                                                  |                                                                | 2017年                         | 地下                           |
| ヨーク・ユニバーシティ駅：York University                                                |                                                                | 2017年                         | 地下                           |
| フィンチ・ウェスト駅：Finch West                                                         |                                                                | 2017年                         | 地下                           |
| ダンズビュー・パーク駅：Downsview Park                                                   | ■GOトレイン・バリー線                                          | 2017年                         | 地下                           |
| シェパード・ウェスト駅：Sheppard West ※開業から2017年までは「ダンズビュー駅：Downsview」 |                                                                | 1996年                         | 地下                           |
| ウィルソン駅：Wilson                                                                     |                                                                | 1978年                         | 地上                           |
| ヨークデール駅：Yorkdale                                                                 | <T>                                                            | 1978年                         | 地上                           |
| ローレンス・ウェスト駅：Lawrence West                                                    |                                                                | 1978年                         | 地上                           |
| グレンケーン駅：Glencairn                                                                | <T>                                                            | 1978年                         | 地上                           |
| エグリントン・ウェスト駅：Eglinton West                                                  |                                                                | 1978年                         | 半地下                         |
| セント・クレア・ウェスト駅：St Clair West                                                |                                                                | 1978年                         | 地下                           |
| デュポント駅：Dupont                                                                     | <T>                                                            | 1978年                         | 地下                           |
| スパダイナ駅：Spadina                                                                    | ■ブロア・ダンフォース線                                        | 1978年                         | 地下                           |
| セント・ジョージ駅：St George                                                            | ■ブロア・ダンフォース線                                        | 1963年                         | 地下                           |
| ミュージアム駅：Museum                                                                   | <T>                                                            | 1963年                         | 地下                           |
| クィーンズ・パーク駅：Queen's Park                                                       | <T>                                                            | 1963年                         | 地下                           |
| セント・パトリック駅：St Patrick                                                         | <T>                                                            | 1963年                         | 地下                           |
| オズグッド駅：Osgoode                                                                    | <T>                                                            | 1963年                         | 地下                           |
| セント・アンドリュー駅：St Andrew                                                        | <T>                                                            | 1963年                         | 地下                           |
| ユニオン駅：Union                                                                        | <T> ■GOトレイン全線 ■ユニオン・ピアソン・エクスプレス、VIA鉄道 | 1954年                         | 地下                           |
| キング駅：King                                                                           | <T>                                                            | 1954年                         | 地下                           |
| クィーン駅：Queen                                                                        | <T>                                                            | 1954年                         | 地下                           |
| ダンダス駅：Dundas                                                                       | <T>                                                            | 1954年                         | 地下                           |
| カレッジ駅：College                                                                      | <T>                                                            | 1954年                         | 地下                           |
| ウェルズリー駅：Wellesley                                                                |                                                                | 1954年                         | 地下                           |
| ブロア・ヤング駅：Bloor - Yong                                                           | ■ブロア・ダンフォース線                                        | 1954年                         | 地下                           |
| ローズデール駅：Rosedale                                                                 |                                                                | 1954年                         | 地上                           |
| サマーヒル駅：Summerhill                                                                 | <T>                                                            | 1954年                         | 地下                           |
| セント・クレア駅：St Clair                                                               |                                                                | 1954年                         | 地下                           |
| デービスヴィル駅：Davisville                                                             |                                                                | 1954年                         | 地上                           |
| エグリントン駅：Eglinton                                                                 |                                                                | 1954年                         | 地下                           |
| ローレンス駅：Lawrence                                                                   |                                                                | 1973年                         | 地下                           |
| ヨーク・ミルズ駅：York Mills                                                             |                                                                | 1973年                         | 地下                           |
| シェパード・ヤング駅：Sheppard – Yonge                                                   | ■シェパード線                                                  | 1974年                         | 地下                           |
| ノーフ・ヨーク・センター駅：North York Centre                                            | <T>                                                            | 1987年                         | 地下                           |
| フィンチ駅：Finch                                                                        |                                                                | 1974年                         | 地下                           |

## ギャラリー

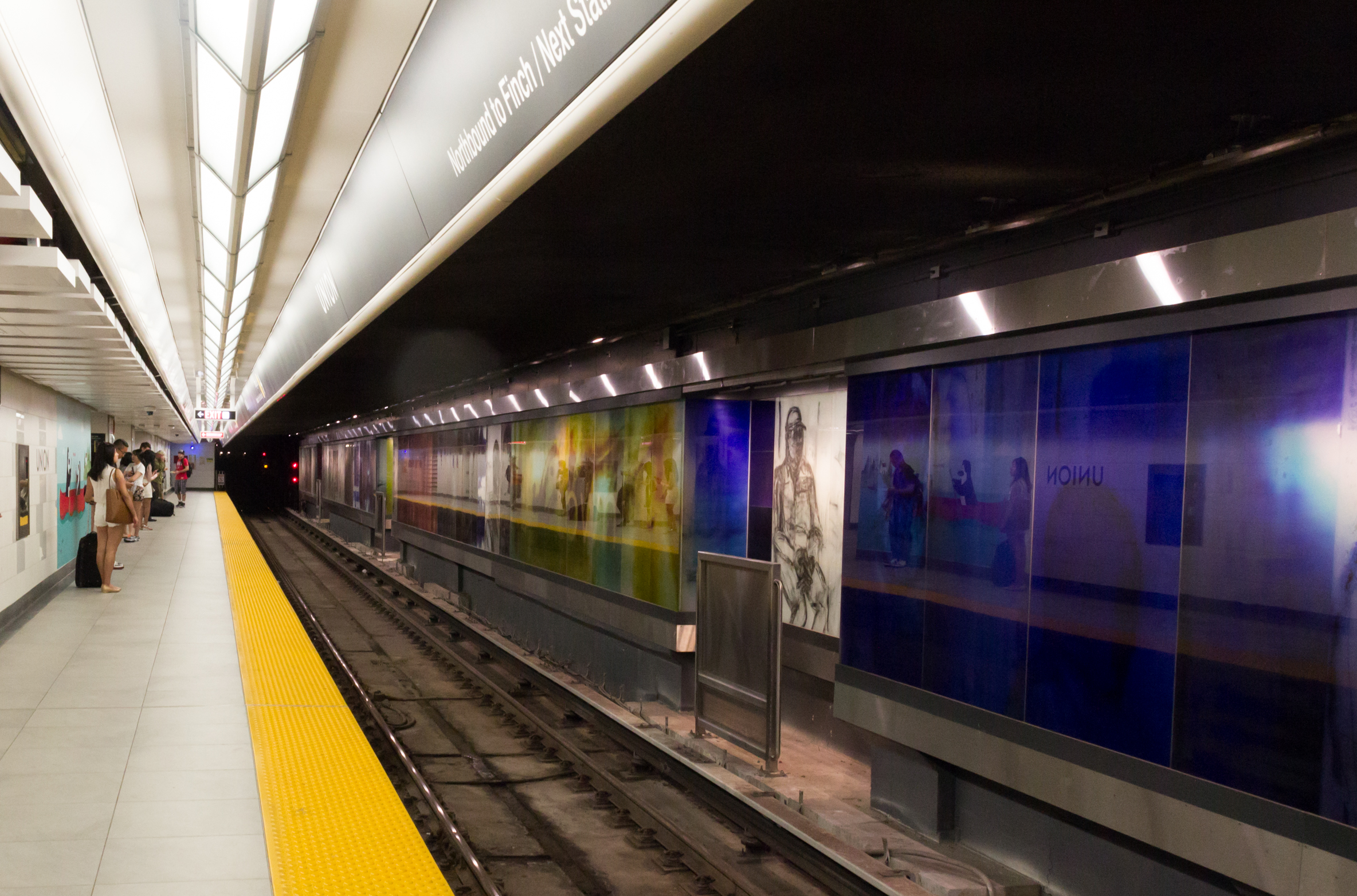
フィンチ駅
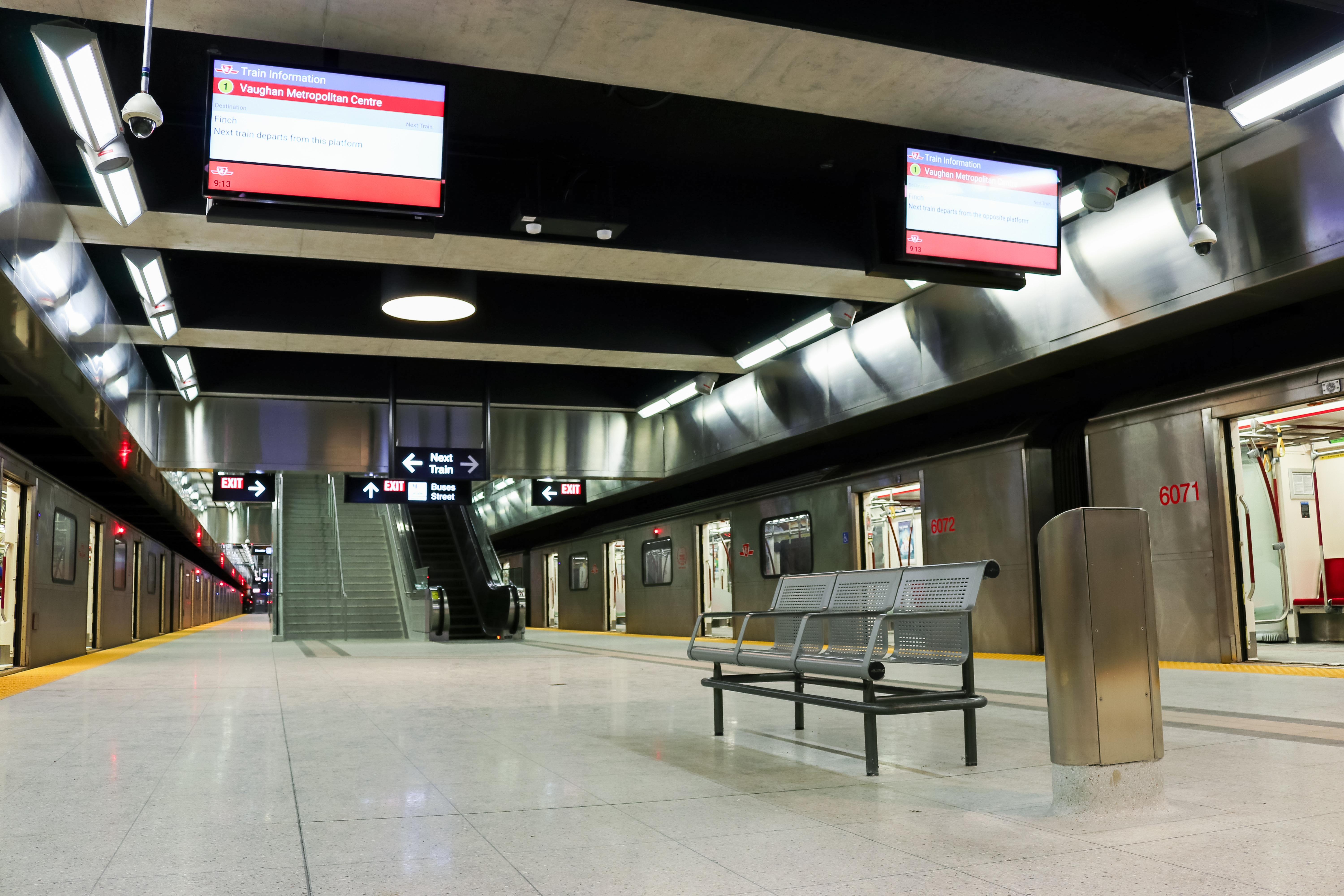
ヴォーン・メトロポリタン・センター駅
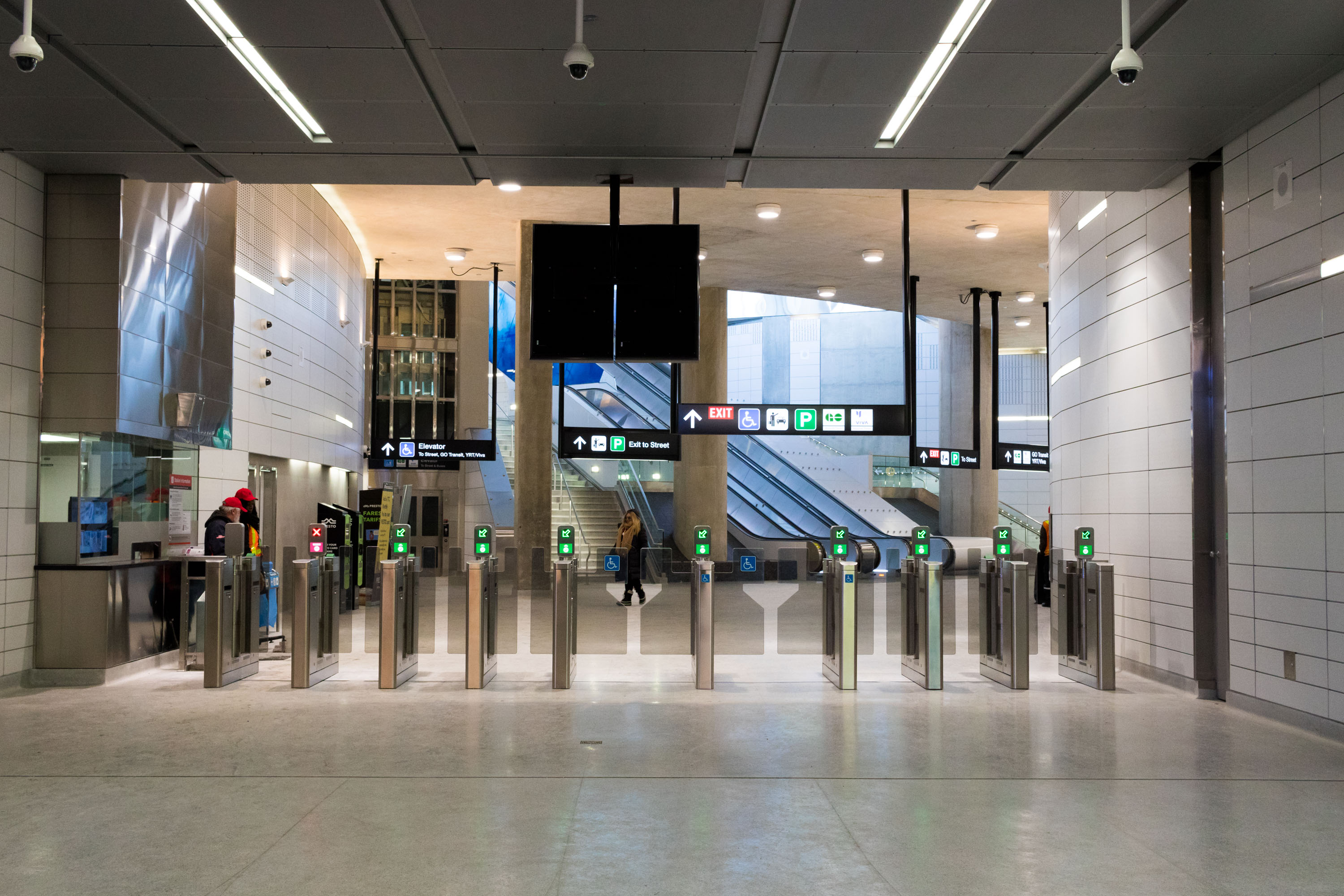
ハイウェー407駅の改札
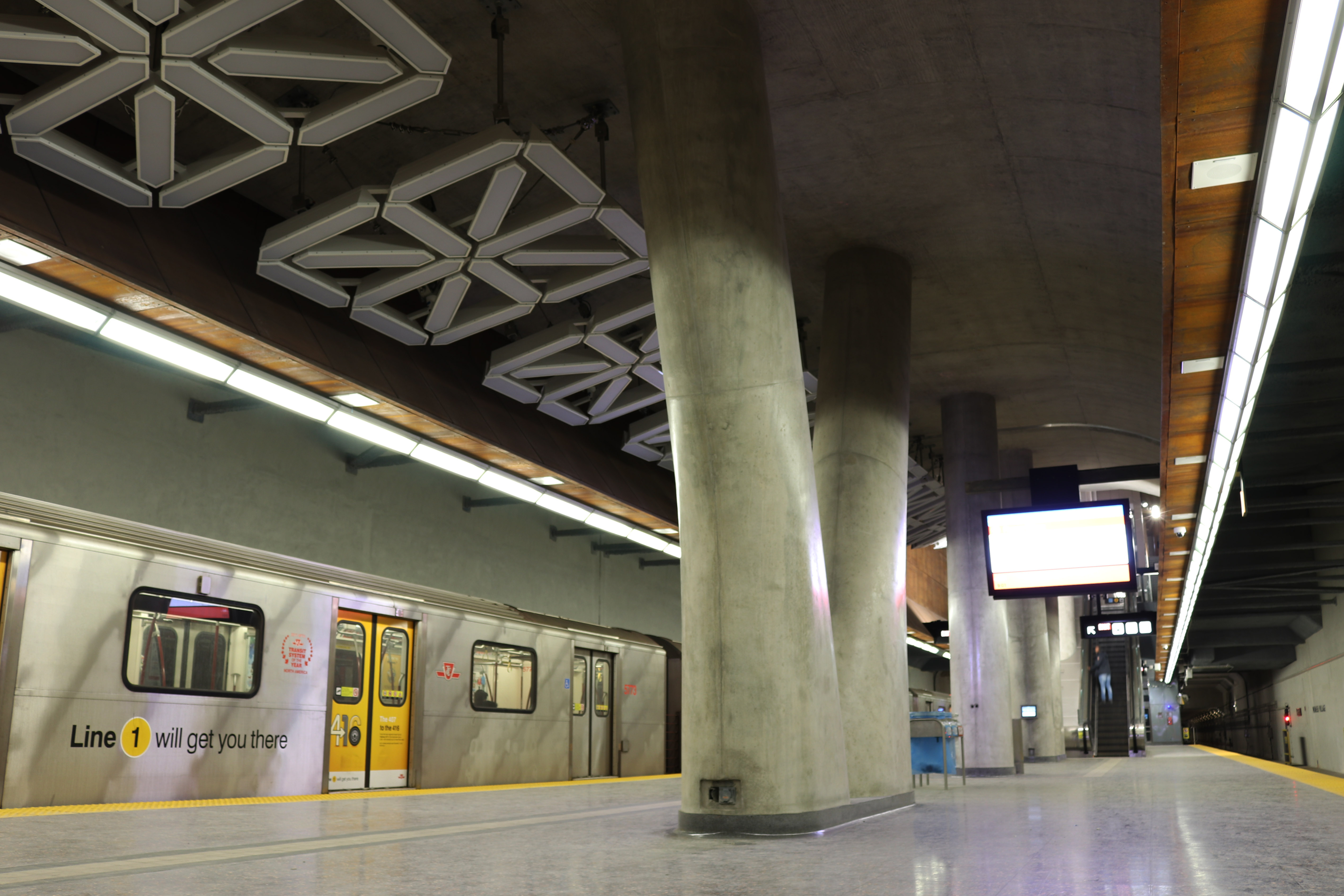
パイオニアビレッジ駅
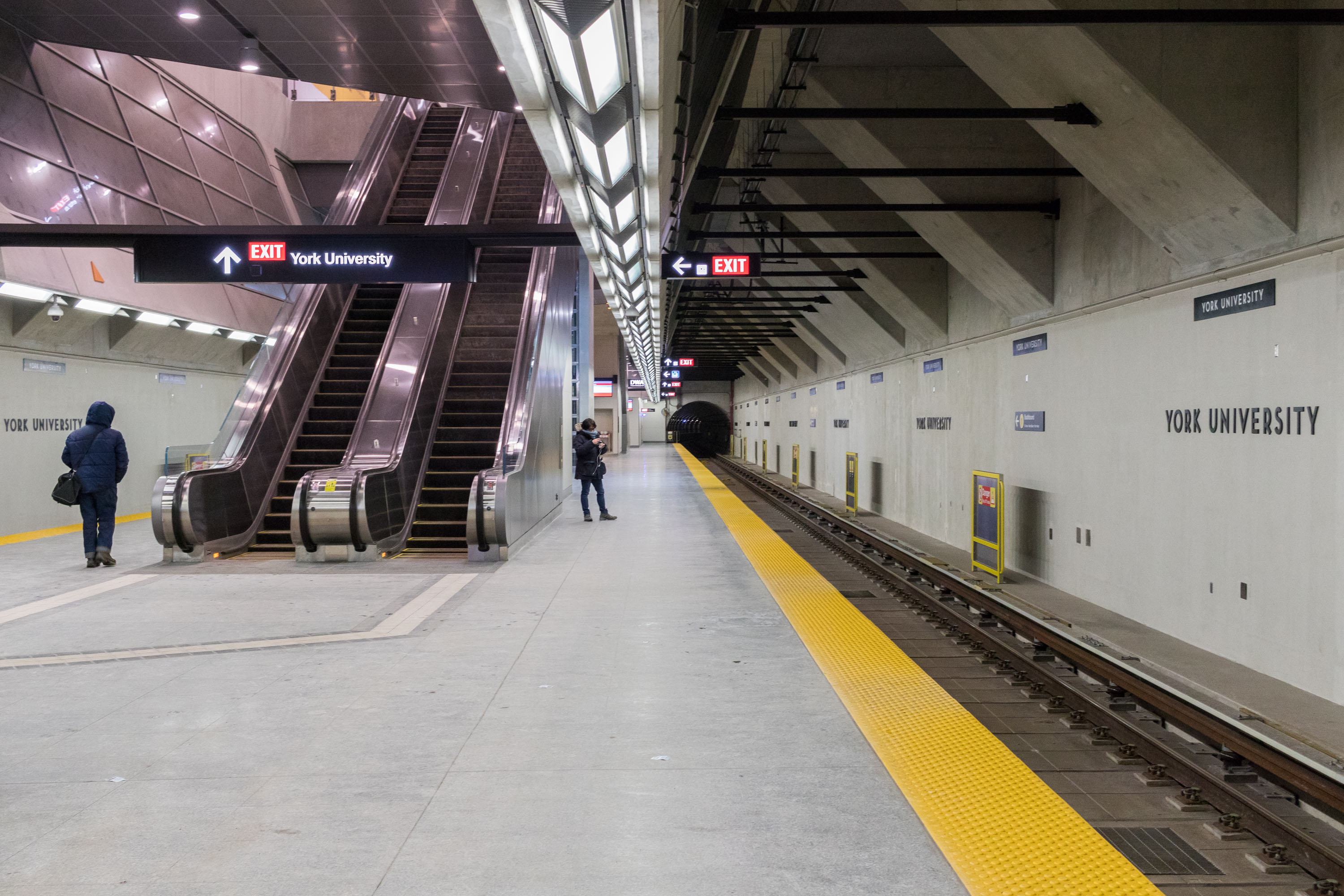
ヨーク・ユニバーシティ駅
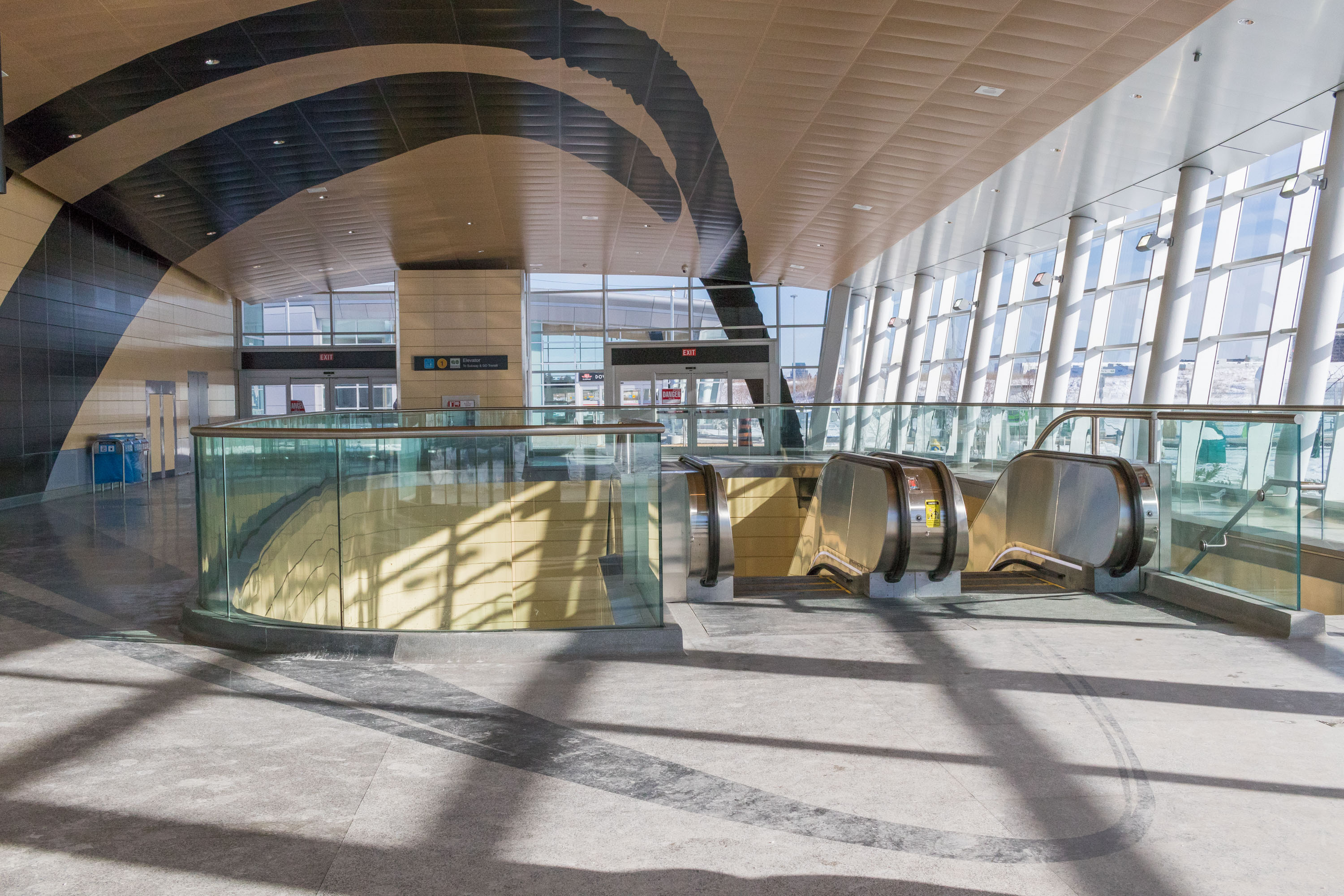
ダンズビュー・パーク駅構内
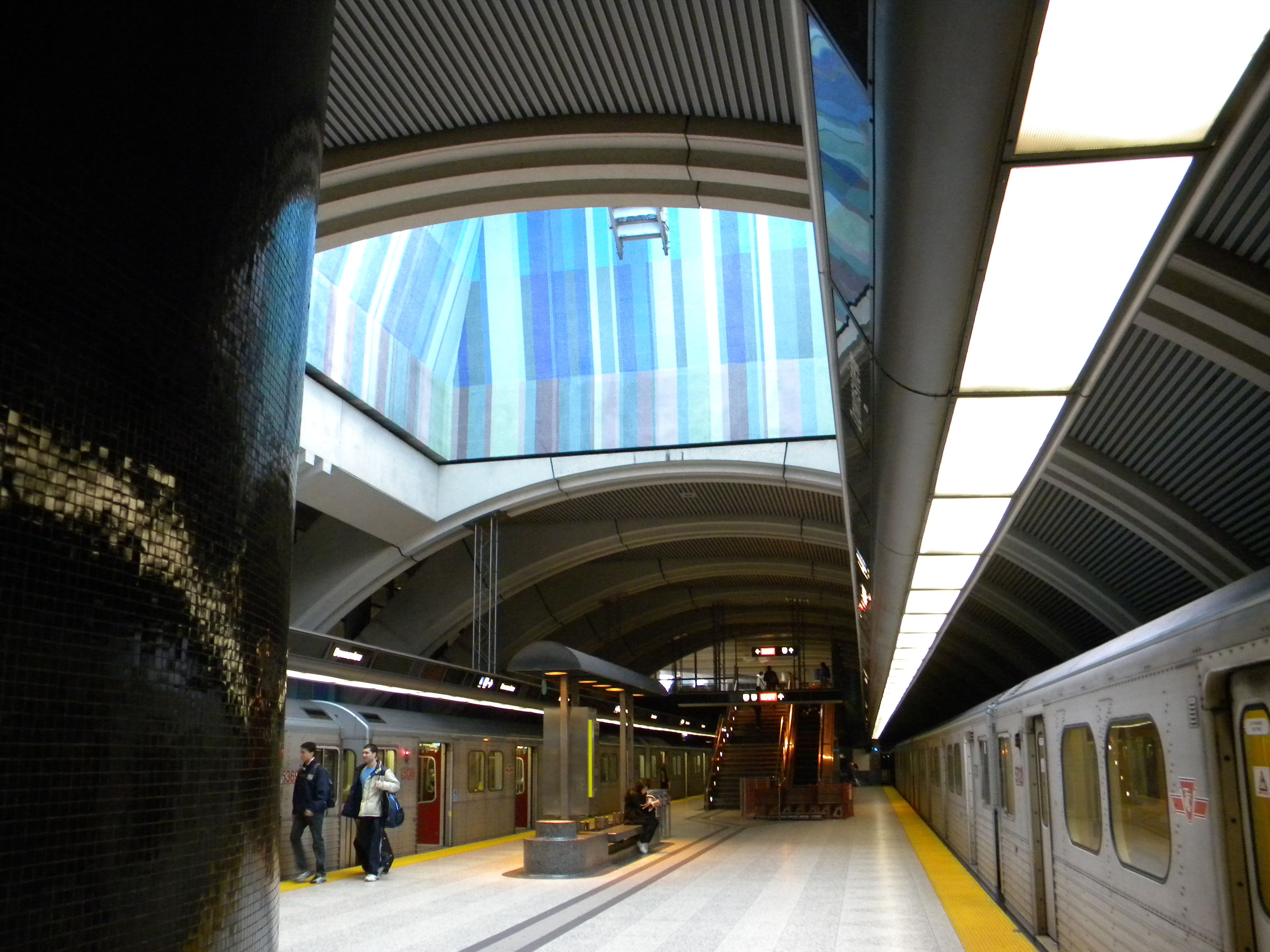
吹き抜けになったダンズビュー駅のプラットホーム
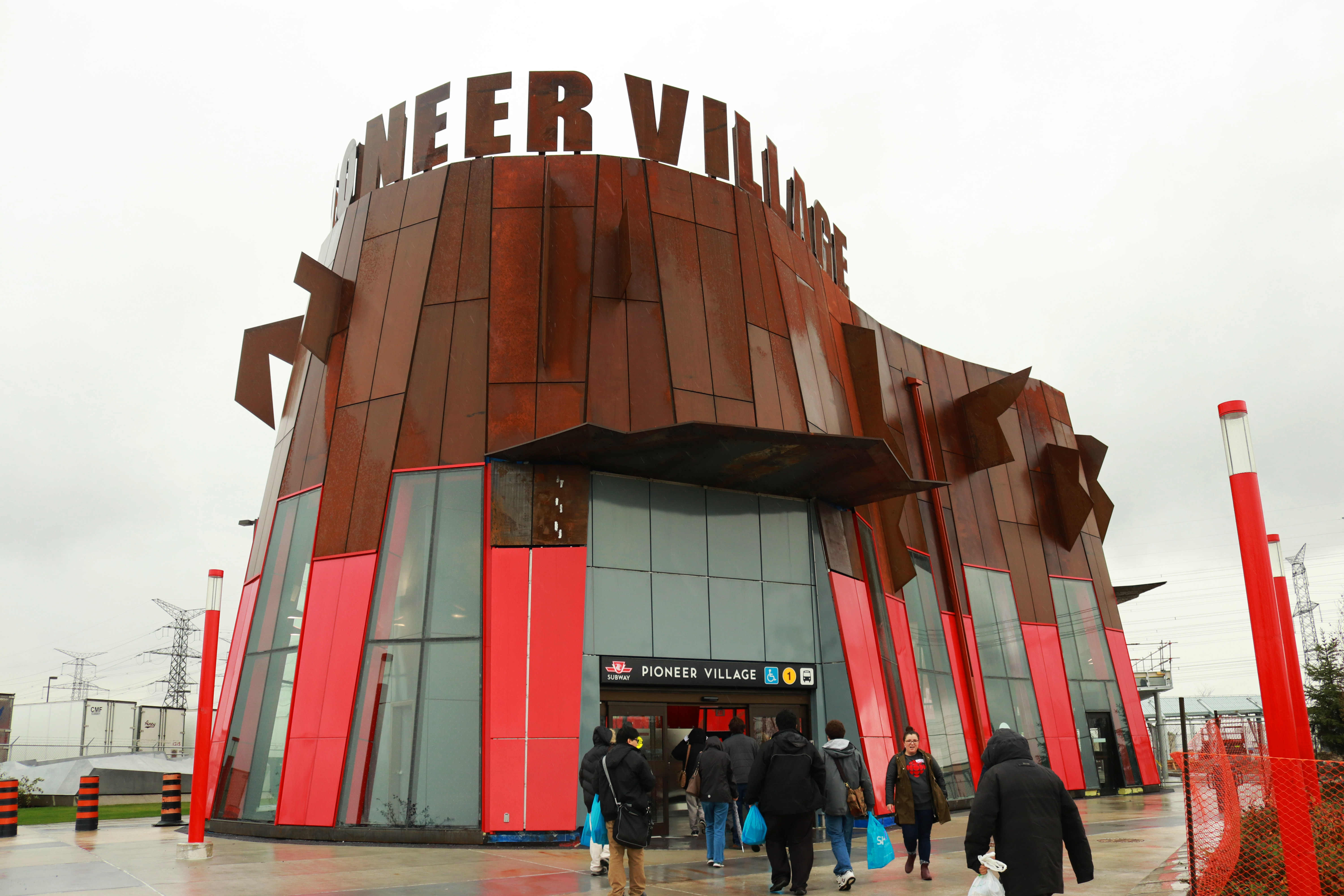
パイオニアビレッジ駅入り口
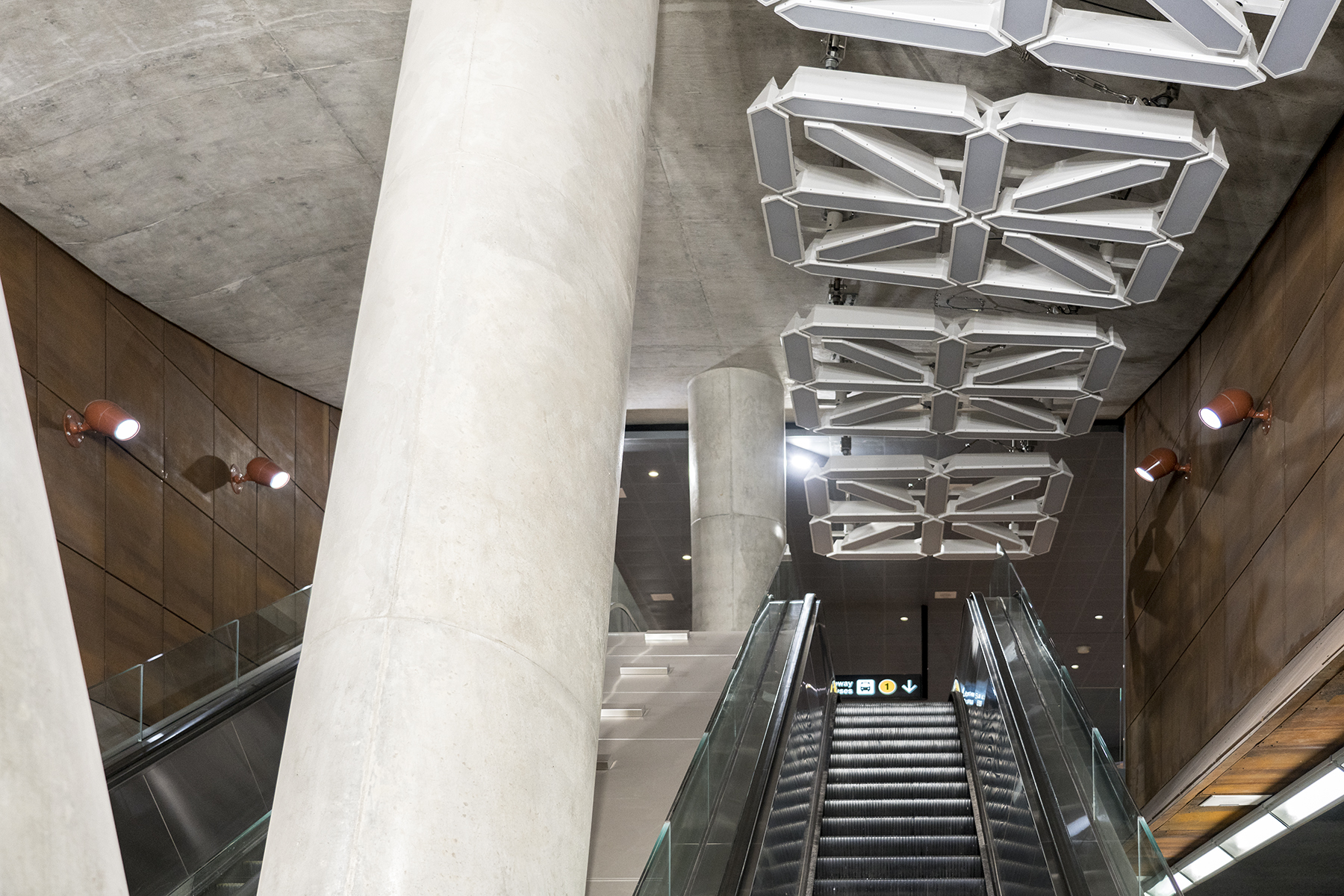
パイオニアビレッジ駅構内
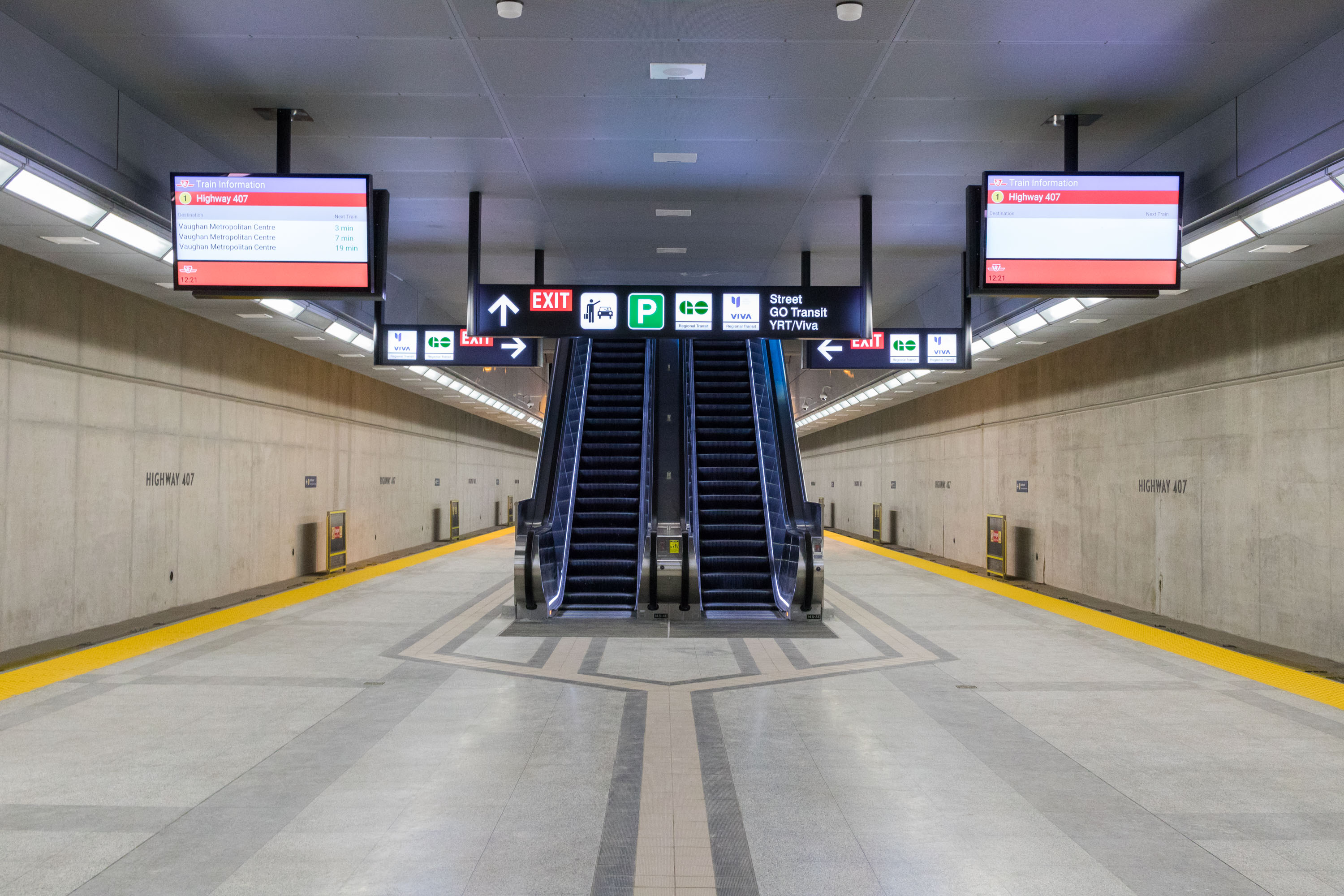
ハイウェー407駅
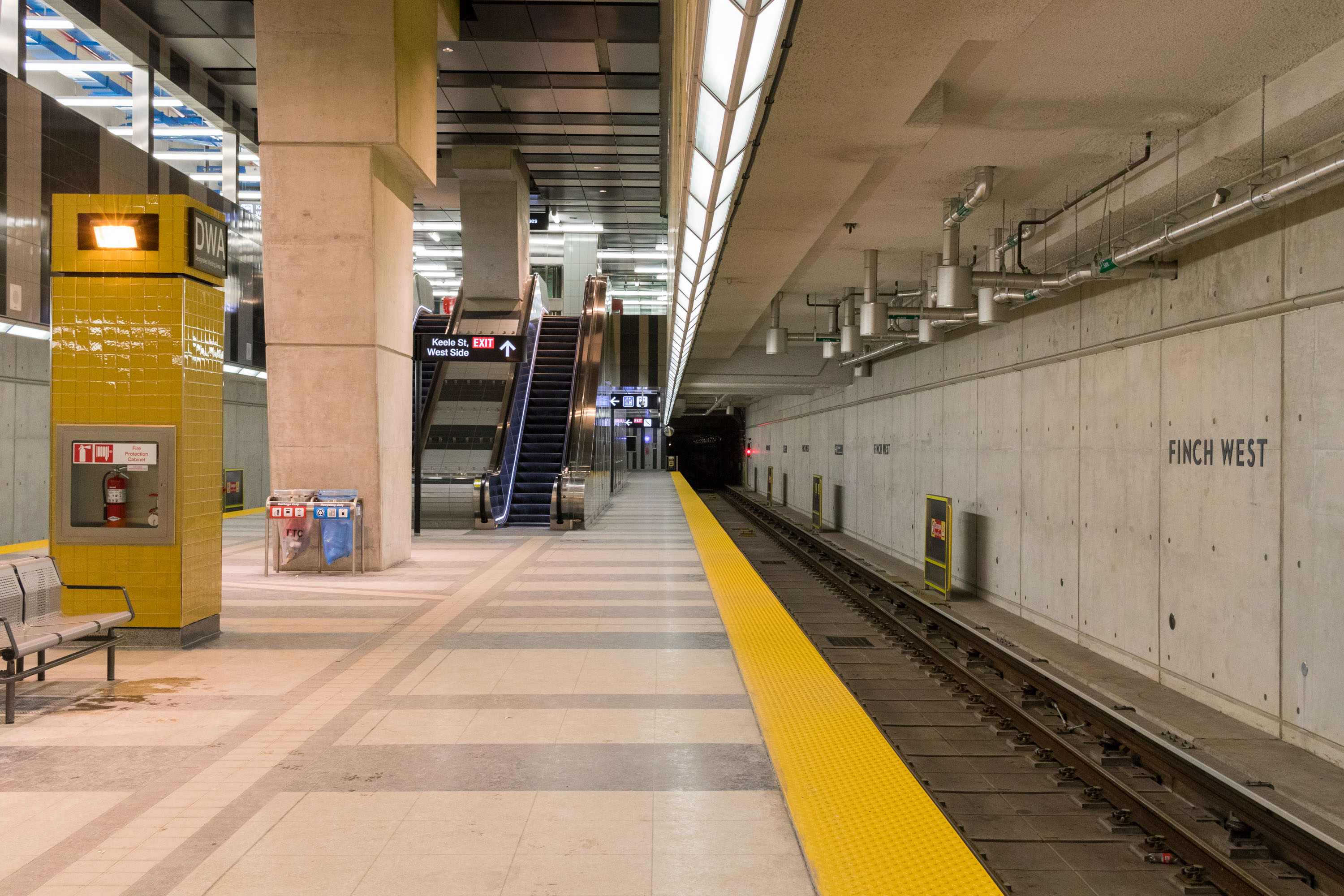
フィンチ・ウェスト駅
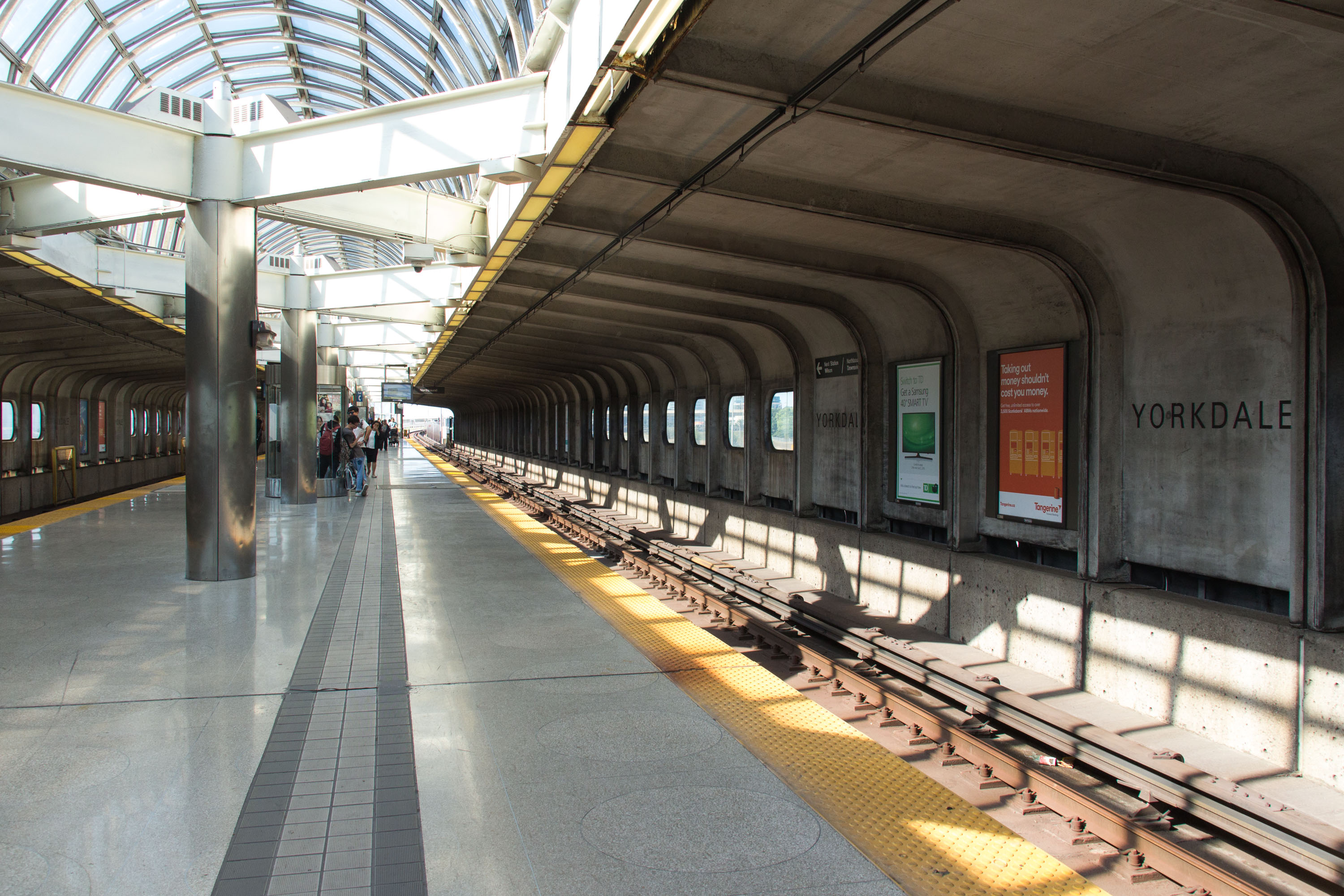
ヨークデール駅
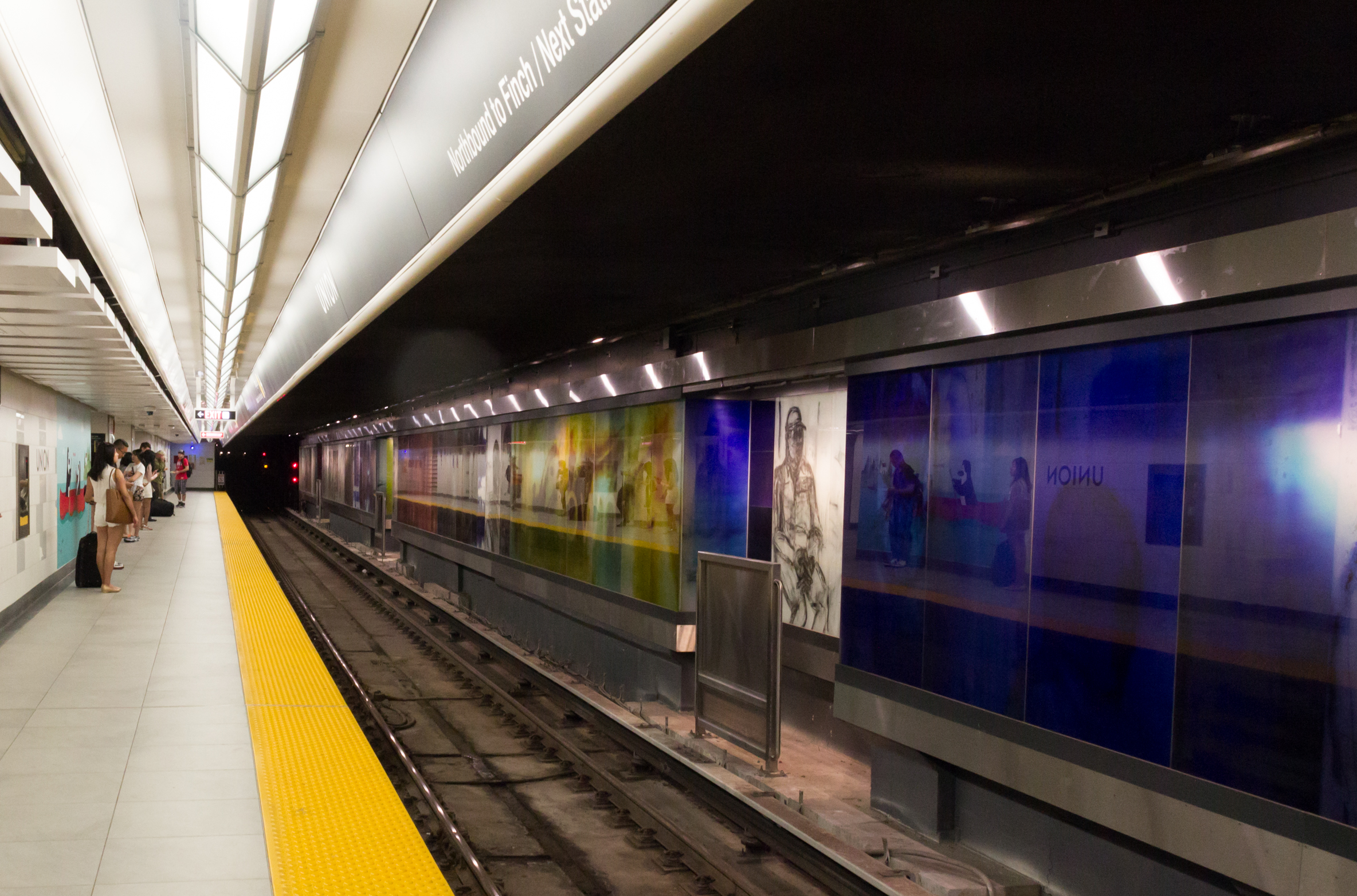
ユニオン駅
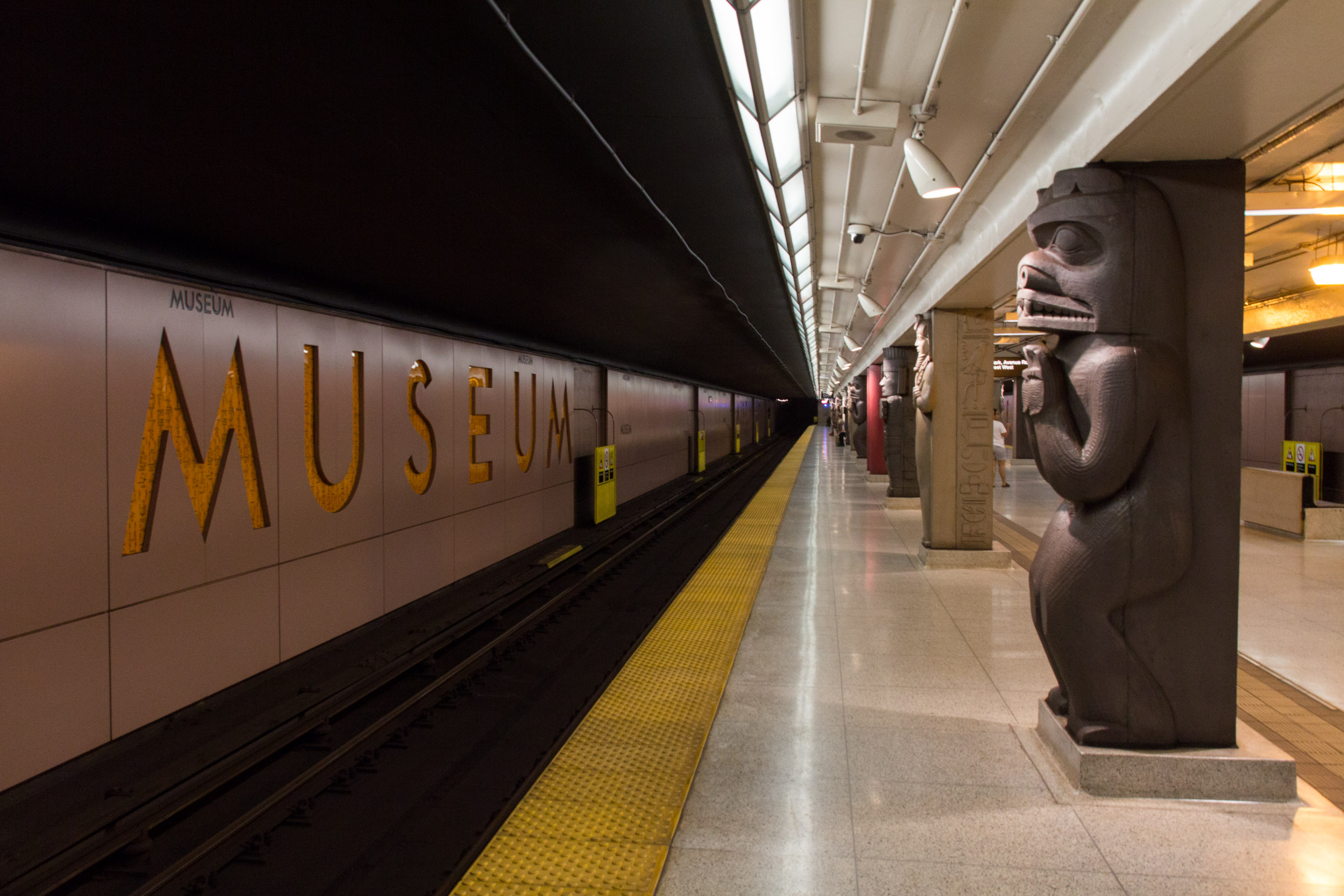
ミュージアム駅
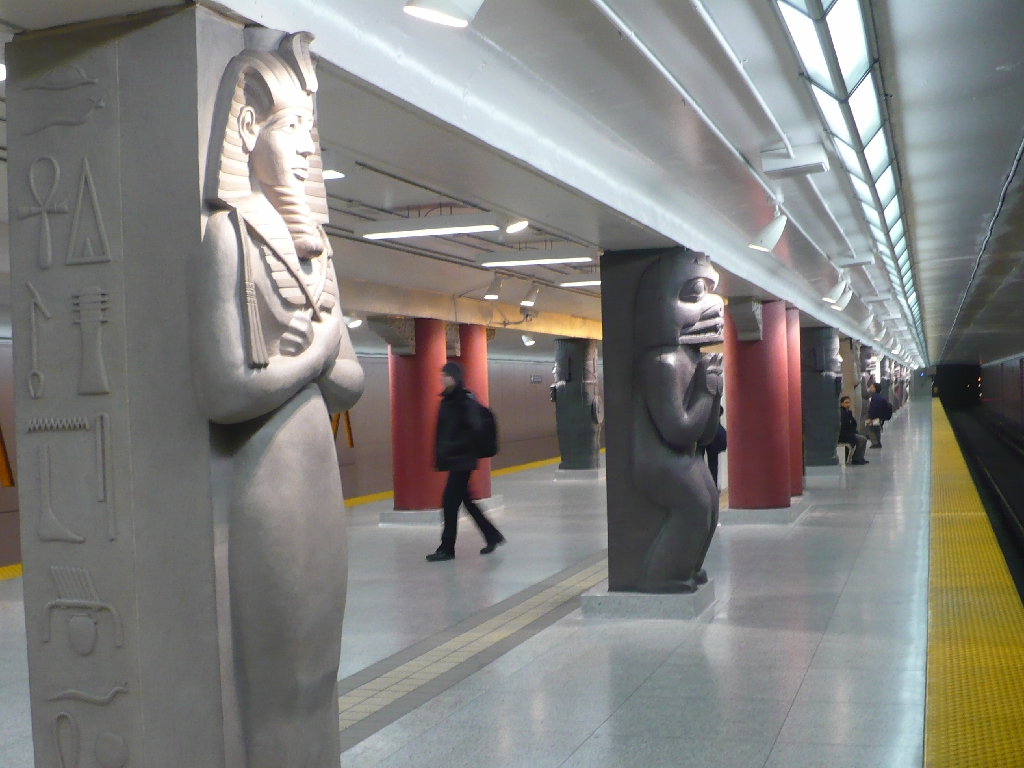
改装後のミュージアム駅
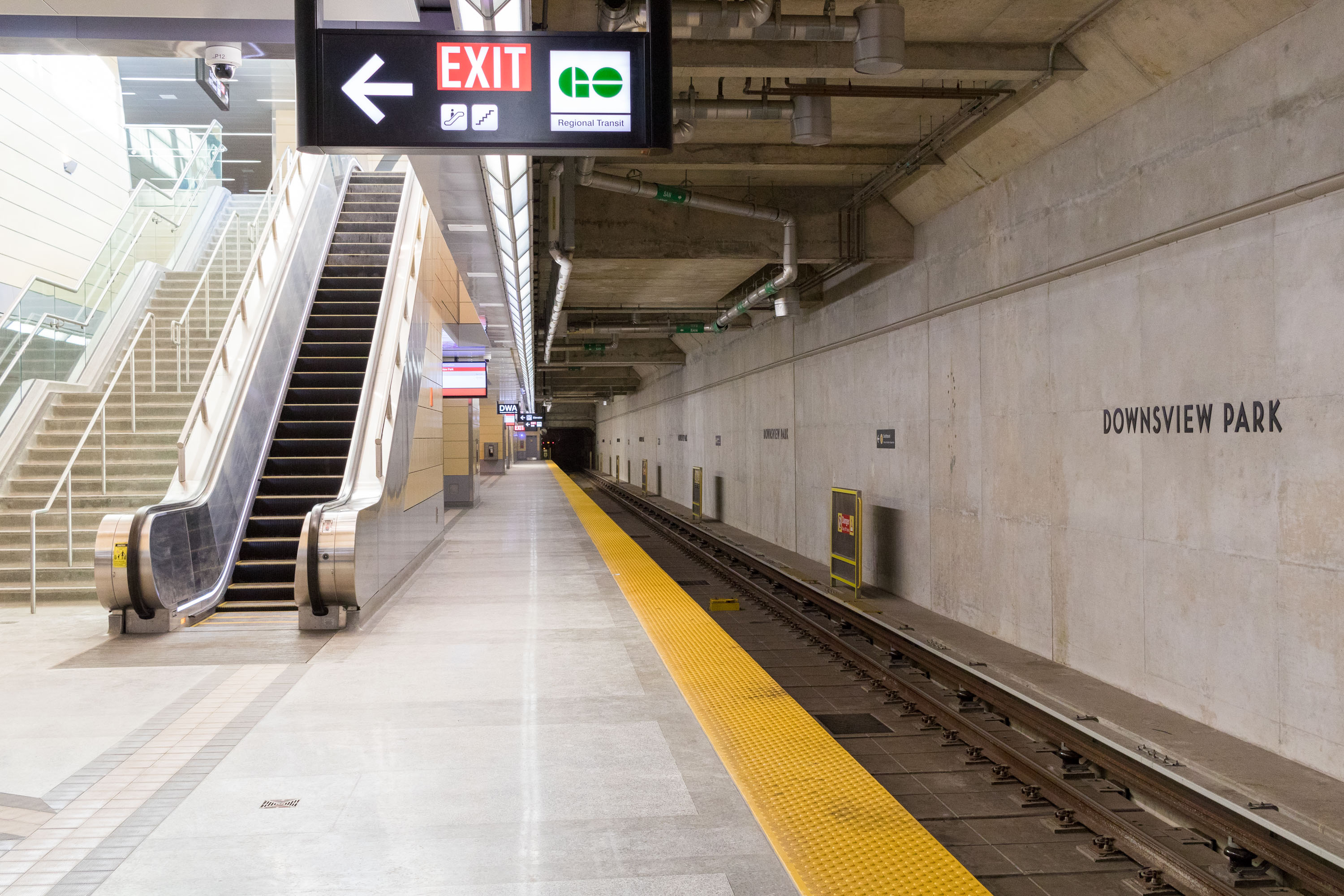
ダンズビュー・パーク駅
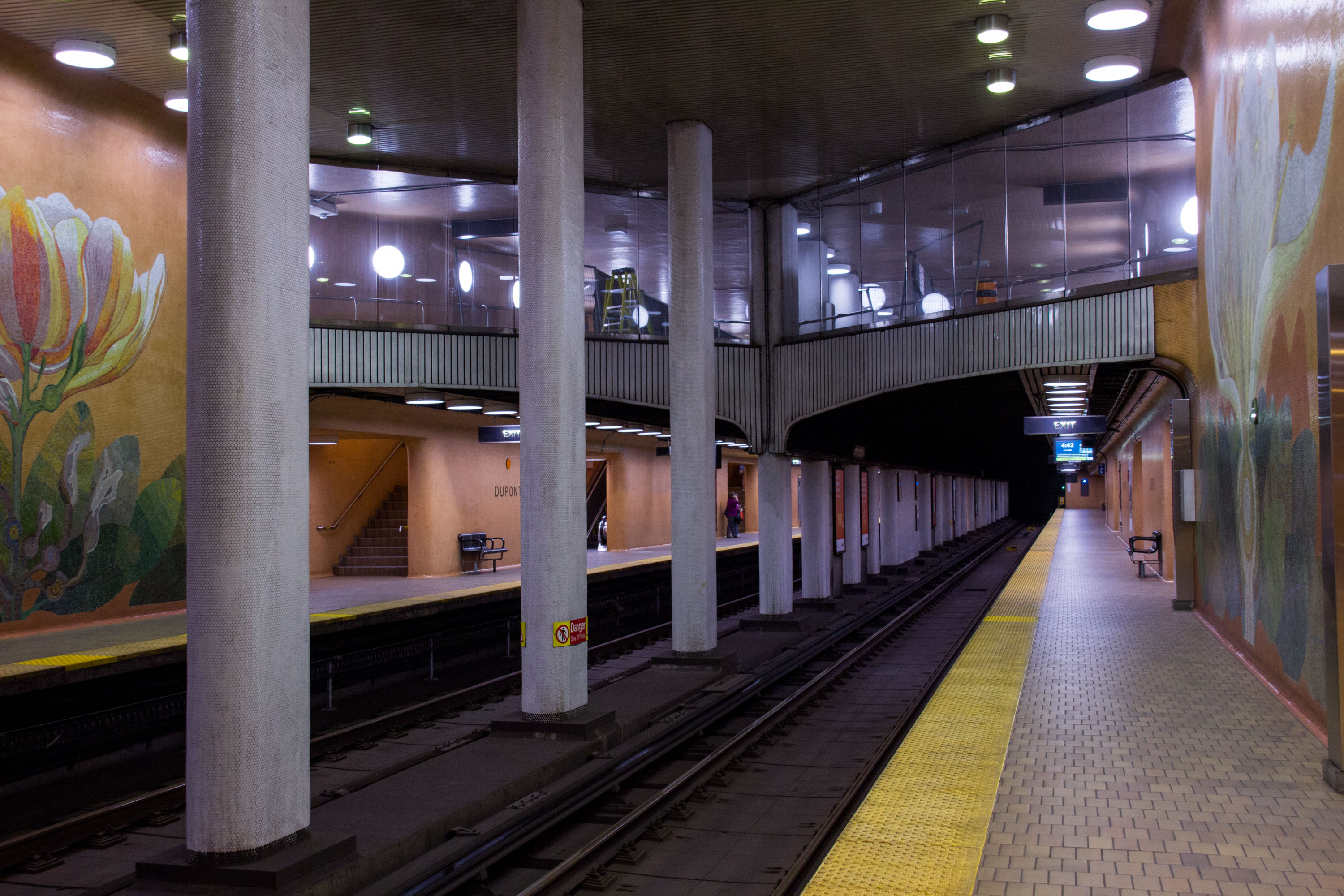
デュポン駅
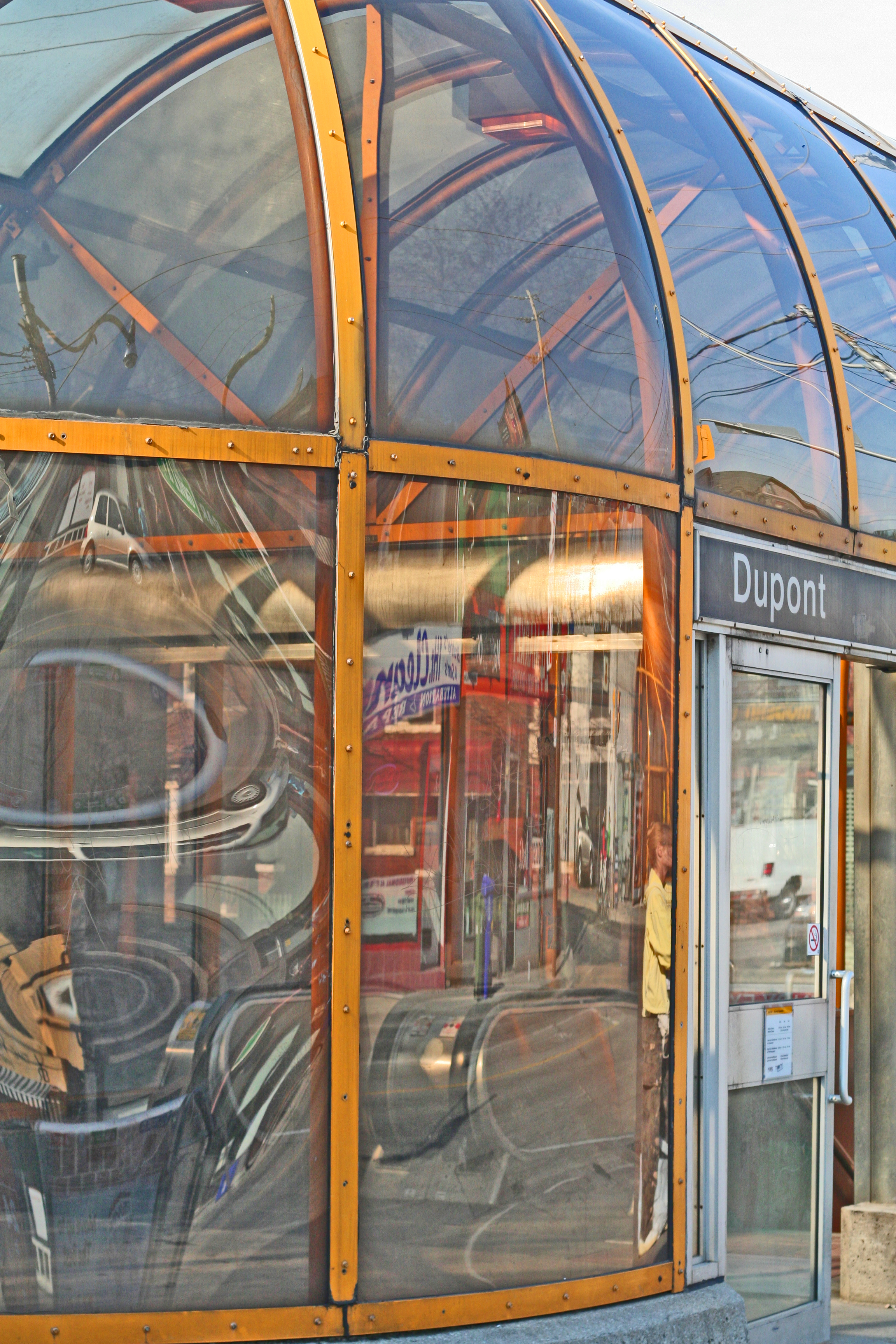
デュポント駅の入口
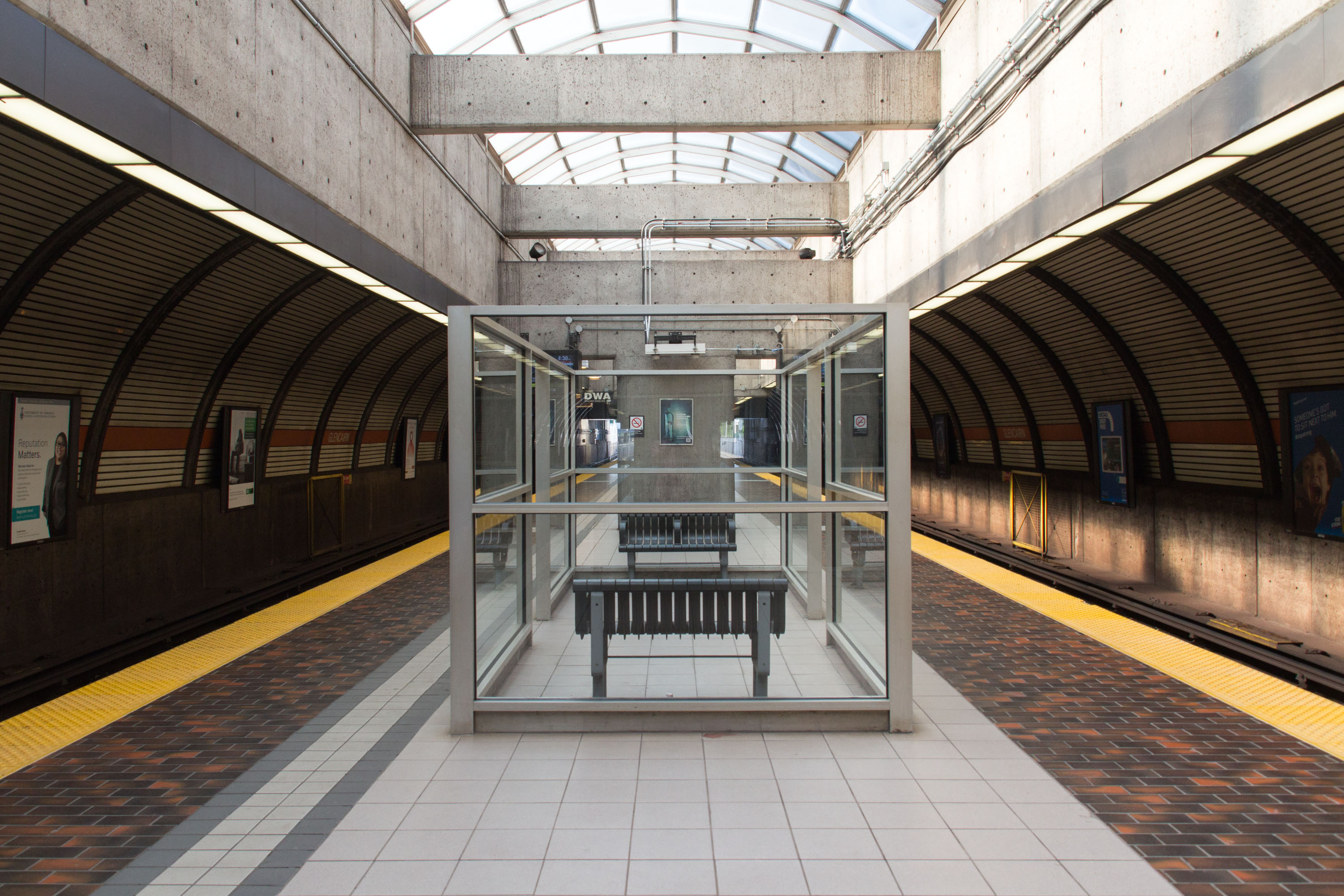
グレンケーン駅